# Manuel José de Carvalho
Manuel José de Carvalho (Arroio Grande, RS, 1802 — Rio Claro, SP, 1 de novembro de 1875) foi um agrimensor, jurista e político brasileiro.
Juiz de paz, foi o primeiro presidente da câmara municipal de Limeira e vereador em Rio Claro. Em Rio Claro, foi responsável pela construção do cemitério local (e o primeiro a ser nele enterrado).
Tio de Irineu Evangelista de Sousa, o Visconde de Mauá, foi seu tutor quando ele esteve na cidade de São Paulo.
Possuia ligações com o senador Vergueiro e como agrimensor teve participação na urbanização das cidades que se edificavam na região de Piracicaba, Limeira e Rio Claro.
Foi casado em primeiras núpcias com Matilde Novaes. Viúvo, casou-se com Anna Franco.